# Umorstva u Midsomeru
Umorstva u Midsomeru (eng. Midsomer Murders) britanska je kriminalistička dramska televizijska serija. Snimana je početkom 1990-ih, a prvi put je prikazana na britanskoj televizijskoj postaji ITV 23. ožujka 1997. godine. Cijela serija utemeljena je romanima britanske spisateljice Caroline Graham, a prvi koji ih je uspješno uspio predočiti kao televizijsku seriju bio je  Anthony Horowitz. Glavni lik (protagonist) serije je viši inspektor Barnaby, koji uz pomoć svog detektiva, koji se mijenja ovisno o sezoni, rješava ubojstva, zaplete i zavjere u izmišljenom kraju Midsomeru. Barnabyjev siguran, ali i intuitivan pristup, u potpunoj je suprotnosti onomu njegova pomoćnika.